# 蔡富華
蔡富華（英語：Choy Fu Wah Tommy，1964年8月24日—）香港資深體育記者，現任香港有線體育有限公司體育頻道總監，但仍間中於有線的新聞報道中客串體育記者，於該台首席體育記者郭子龍休假的時候，進行「替假」工作，協助處理該台的體育新聞；2021年6月初出席有線電視及香港開電視的「2020東京奧運」節目記者招待會時，其真正身份正式曝光，此後便暫停了體育記者的工作，直至2021年11月11日「復出」客串。曾任職無綫新聞及亞視新聞主播。
他早於1988年曾任亞視新聞部體育主播及記者，並於1992年11月起轉投無綫新聞任職體育記者，1993年下旬轉任新聞編輯，主要從事翻譯外地新聞以及《晚間新聞》編輯工作，並間中為《新聞提要》及《晚間新聞》擔任主播一段時間。
蔡富華在1995年底加盟香港有線電視新聞部的體育組，負責有線新聞台的體育新聞，除專責領導年青有為的體育記者工作及為體育節目擔當編輯工作，亦為有線財經資訊台體育電視節目《齊齊體育狂熱》（前稱《周日體育狂熱》）擔任編輯。
蔡富華曾參加1985年第4屆新秀歌唱大賽，並成功擠身15強決賽, 可惜未能獲得獎項或合約，該屆冠軍為杜德偉。